# Rego da Murta
A Freguesia de Rego da Murta foi uma freguesia portuguesa do Município de Alvaiázere que tinha 17,27 km² de área e 854 habitantes (2011), tendo, por isso, uma densidade populacional de 50 hab/km².
Foi extinta em 2013, no âmbito de uma reforma administrativa nacional, tendo sido agregada à freguesia de Pussos para formar uma nova freguesia denominada Pussos São Pedro com sede em Cabaços.

## População
| População da Freguesia de Rego da Murta | População da Freguesia de Rego da Murta | População da Freguesia de Rego da Murta | População da Freguesia de Rego da Murta | População da Freguesia de Rego da Murta | População da Freguesia de Rego da Murta | População da Freguesia de Rego da Murta | População da Freguesia de Rego da Murta | População da Freguesia de Rego da Murta | População da Freguesia de Rego da Murta | População da Freguesia de Rego da Murta | População da Freguesia de Rego da Murta | População da Freguesia de Rego da Murta | População da Freguesia de Rego da Murta | População da Freguesia de Rego da Murta |
| --------------------------------------- | --------------------------------------- | --------------------------------------- | --------------------------------------- | --------------------------------------- | --------------------------------------- | --------------------------------------- | --------------------------------------- | --------------------------------------- | --------------------------------------- | --------------------------------------- | --------------------------------------- | --------------------------------------- | --------------------------------------- | --------------------------------------- |
| 1864                                    | 1878                                    | 1890                                    | 1900                                    | 1911                                    | 1920                                    | 1930                                    | 1940                                    | 1950                                    | 1960                                    | 1970                                    | 1981                                    | 1991                                    | 2001                                    | 2011                                    |
| 1 339                                   | 1 433                                   | 1 413                                   | 1 372                                   | 1 489                                   | 1 555                                   | 1 527                                   | 1 636                                   | 1 632                                   | 1 551                                   | 1 169                                   | 1 167                                   | 1 014                                   | 948                                     | 854                                     |

## Património
- Igreja Matriz de São Pedro do Rego da Murta;
- Capela das Relvas.

## Lugares da freguesia
- Barroquinhas
- Barroso
- Cabaços
- Cabeça de Galinha
- Carvalha
- Carvalhal de São Bento
- Casal de São Tiago
- Cepo
- Corte de Ordem
- Cortiça
- Granja
- Hortas
- Mata do Cepo
- Mosqueiro
- Murtal
- Outeiro
- Outeiro da Cotovia
- Portela do Brás
- Ramalhal
- Relvas
- Ribeira de Valecipote
- Sandoeira
- São Domingos
- São Jordão
- São Mateus
- Troviscal
- Vale do Mendo
- Venda dos Olivais